# José González (beisbolista)
José Rafael González Gutiérrez (nacido el 23 de noviembre de 1964 en Puerto Plata) es un ex jardinero dominicano que jugó en las Grandes Ligas de Béisbol durante ocho temporadas con los Dodgers de Los Ángeles, Piratas de Pittsburgh, Indios  de Cleveland, y Los Angeles Angels of Anaheim. Firmado por los Dodgers como amateur en 1980, González terminó su carrera en Grandes Ligas con promedio de .213, 144 hits, 30 dobles, 7 triples, 9 jonrones, 95 carreras anotadas, 42 impulsadas, 33 bases robadas, 9 veces atrapado, 60 bases por bolas, 186 ponches en 676 turnos al bate y 461 partidos jugados.

## Liga Dominicana
En la Liga Dominicana, José Rafael González (apodado J. R.) militó con los Tigres del Licey y terminó con promedio de .254, 32 hits, 93 carreras remolcadas, 15 jonrones, 130 carreras anotadas, 36 bases robadas en 321 partidos jugados y 870 veces al bate.